# Notbremse (Fußball)
Als Notbremse (im österreichischen Raum auch Torraub) wird umgangssprachlich im Fußball die Vereitelung einer klaren Torchance durch bestimmte Regelverstöße bezeichnet. Dieses Vergehen wurde bis zum 31. Mai 2016 immer – selbst bei vermeintlichen Lappalien – mit einem Feldverweis auf Dauer (Rote Karte) bestraft. Seit der Modifikation der Fußballregeln zum 1. Juni 2016 wurde die Rote Karte in bestimmten Fällen durch eine Verwarnung (Gelbe Karte) ersetzt.

## Regeltechnische Voraussetzungen
Eine offensichtliche Torchance oder die Verhinderung eines Tores muss durch ein feldverweiswürdiges Vergehen begangen worden sein, um eine „Notbremse“ zu sein.
Eine offensichtliche Torchance liegt vor, wenn nach Abschätzung des unmittelbar folgenden Spielablaufs, davon ausgegangen werden kann, dass aus der konkreten Spielsituation mit hoher Wahrscheinlichkeit ein Tor hätte erzielt werden können, also beispielsweise ein Angreifer durchgebrochen ist. Es gibt dabei keinen festen Abstand zum Tor, ab dem eine klare Torchance vorliegen kann, abhängig von der Spielsituation kann dies im Einzelfall sogar schon gegeben sein, wenn der Ball sich noch in der Spielfeldhälfte des Angreifers befindet, im Regelfall wird aber erst ab etwa der Mitte zwischen Mittellinie und Strafraum von einer entsprechenden Situation ausgegangen werden können. Ein Tor wird verhindert, wenn der Ball ohne den regelwidrigen Eingriff zweifelsfrei im Tor gelandet wäre. Auf die Art des regelwidrigen Eingriffs kommt es grundsätzlich nicht an, soweit der Eingreifende ein Spieler, Auswechselspieler, ausgewechselter Spieler, des Feldes verwiesener Spieler oder Teamoffizieller ist.
Allerdings gibt es dabei folgende Ausnahmen:
- Das regelwidrige Vergehen geschah bei dem Versuch, den Ball zu spielen und der Schiedsrichter entscheidet auf Strafstoß („Elfmeter“). Dann liegt zwar weiterhin eine „Notbremse“ vor, welche in diesem Fall aber nur mit einer Verwarnung geahndet wird.
- Bei der Regelübertretung handelt es sich um ein „technisches“ Vergehen, hier kommt vor allem die Ballberührung des Torwarts mit der Hand vor, obwohl ihm dies nach der „Rückpassregel“ untersagt wäre.
- Ein Tor hätte gar nicht erzielt werden können, also nach einem indirekten Freistoß, wenn der Ball noch von keinem anderen Spieler als dem Schützen berührt wurde, nach einem Schiedsrichterball, wenn der Ball erst einmal berührt wurde oder wenn der Spieler, der den Ball führt oder annehmen soll, wegen seiner vorherigen Abseitsstellung kein regelkonformes Tor erzielen könnte. Allerdings ist zu beachten, dass dennoch eine Ahndung des Fouls (Ausnahme vorherige Abseitsstellung, da erstes Vergehen) und je nach Art des Fouls auch eine persönliche Strafe wegen übertriebener Härte, rohen Spiels o. ä. möglich ist.

Es ist die Aufgabe des Schiedsrichters zu entscheiden, ob eine offensichtliche Torchance vorliegt. Der Schiedsrichter hat dabei zu berücksichtigen, wo der gefoulte Spieler sich befand, wo sich dessen Mitspieler und die Gegenspieler befanden, wo sich der Ball im Moment des Regelverstoßes befand, welche Geschwindigkeit und Richtung dieser hatte, in welche Richtung der Laufweg des Angreifers führte, ob der gefoulte Spieler den Ball unter Kontrolle hatte oder in kürzester Zeit zweifelsfrei unter Kontrolle hätte bringen können sowie Abstand und Winkel zum Tor. Der Umstand, dass der foulende Spieler der „letzte Mann“ (also der der eigenen Torlinie am nächsten stehende Feldspieler oder der Torwart) war, hat an sich keine Aussagekraft, entscheidend ist der Gesamteindruck. Bei der Entscheidung auf „Notbremse“ handelt es sich um eine Tatsachenentscheidung des Schiedsrichters.
Die Spielfortsetzung hängt dennoch immer von der Regelübertretung ab, in Betracht kommen also Strafstoß, direkter und indirekter Freistoß. Sofern keine „Notbremse“ vorliegt, sind selbstverständlich andere persönliche Strafen, insbesondere die Verwarnung nach einer Unsportlichkeit, möglich.

## Besonderheit im Strafraum
Seit dem 1. Juni 2016 ist eine „Notbremse“ nicht mehr in allen Fällen mit einer Roten Karte zu ahnden. Eine Gelbe Karte reicht aus, wenn alle folgenden Punkte zutreffen:
- Es wird ein Tor verhindert oder eine klare Torchance vereitelt,
- die Regelübertretung ist mit einem Strafstoß zu ahnden,
- das Vergehen findet beim Kampf um den Ball statt – aber nur, wenn auch die Chance besteht, den Ball regelkonform zu spielen –,
- der Täter ist ein Spieler (kein Auswechselspieler) und
- der Regelverstoß war nicht per se mit einer Roten Karte zu ahnden (was beispielsweise der Fall wäre, wenn ein überhartes oder brutales Foul vorlag).

Hingegen wird eine Notbremse im Strafraum durch an sich harmlose Fouls wie Halten oder Schubsen weiterhin mit einer Roten Karte geahndet, weil der verteidigende Spieler dabei nicht versucht, den Ball zu spielen, gleiches gilt für verbotenes Handspiel oder Eingriffe jeglicher Art von Auswechselspielern.

## Kritik („Dreifachbestrafung“)
Vor dem 1. Juni 2016 führte die Regellage nach Auffassung einiger Akteure, so u. a. des DFB, der hier auch schon einen Änderungsantrag bei dem IFAB eingereicht hatte, zu einer „Dreifachbestrafung“ nach einer Notbremse im Strafraum: 
- einem Strafstoß (1) – und somit meist zu einem Tor,
- einem Feldverweis auf Dauer (2) und in dessen Folge zu
- einer Sperre (3).[1]

Oftmals wird die Sperre dabei nicht mitgezählt und das gesamte Konzept auch als „Doppelbestrafung“ bezeichnet. Das International Football Association Board leitete auf seiner 129. Jahresversammlung am 28. Februar 2015 „Schritte zu Änderungen der Dreifachbestrafung“ ein, da diese „zu hart“ sei. Ein Antrag der UEFA, der eine gelbe statt einer roten Karte vorsah, wurde abgelehnt.
Auf der anderen Seite wurde argumentiert, dass dieses Vorgehen lediglich konsequent den Regeln entspricht: Ein Foul im Strafraum führt zu einem Strafstoß (als Wiedergutmachung für die entgangene Torchance) und eine Notbremse führt zu einem Feldverweis auf Dauer (als persönliche Strafe für den Täter), bei dem die folgende Sperre lediglich die logische Konsequenz daraus und eigentlich Bestandteil des Feldverweises sei. Ebenfalls wurde auf eine nach einer solchen Milderung mögliche taktische Unfairness der Verteidiger aufmerksam gemacht: so könnte ein Verteidiger bei einer sogenannten „hundertprozentigen“ Chance einfach warten, bis der Angreifer im Strafraum ist und ihn dann foulen – dies würde einen Strafstoß, aber keine Rote Karte nach sich ziehen, und sollte der Elfmeter gehalten werden, wäre die verteidigende Mannschaft aus dem regelwidrigen Verhalten des Verteidigers mit einem Vorteil herausgegangen.
Zu beachten war zudem, dass – unabhängig davon, ob eine klare Torchance vorliegt oder nicht – je nach Art der Regelübertretung, insbesondere also bei einem besonders harten Foul, auch künftig eine Rote Karte zu zeigen wäre, was dann für größere Interpretationsschwierigkeiten hätte sorgen können.